# Grzegorz Bręborowicz
Grzegorz Henryk Bręborowicz (ur. 31 października 1948 w Poznaniu) – polski lekarz specjalizujący się w zakresie ginekologii i położnictwa, profesor nauk medycznych, rektor Akademii Medycznej w Poznaniu (2002–2007) i Uniwersytetu Medycznego im. Karola Marcinkowskiego w Poznaniu (2007–2008).

## Życiorys
Absolwent I Liceum Ogólnokształcącego im. Karola Marcinkowskiego w Poznaniu. Studiował matematykę na Uniwersytecie im. Adama Mickiewicza w Poznaniu (1966–1968) i następnie na Uniwersytecie Wrocławskim, gdzie w 1971 uzyskał tytuł zawodowy magistra. Studia medyczne rozpoczął w 1972 na Akademii Medycznej we Wrocławiu, dyplom lekarza medycyny uzyskał w 1978 na Akademii Medycznej w Poznaniu. Na tej samej uczelni został doktorem (1980) i doktorem habilitowanym nauk medycznych (1988). W 1993 otrzymał tytuł naukowy profesora.
Pracę zawodową rozpoczął w 1971 we wrocławskim ośrodku Instytutu Matematycznego PAN. Od 1974 związany zawodowo z Akademią Medyczną w Poznaniu (przekształconą następnie w Uniwersytet Medyczny). Zaczynał jako starszy asystent w Pracowni Informatyki i Statystyki Medycznej, dochodząc w 1997 do stanowiska profesora zwyczajnego w Katedrze Perinatologii i Ginekologii. Od 1999 do 2002 pełnił funkcję prorektora ds. nauki i kształcenia podyplomowego, następnie do 2008 przez dwie kadencje był rektorem tej uczelni. W czasie jego drugiej kadencji Akademia Medyczna przekształcona została w Uniwersytet Medyczny. Pozostał wykładowcą tej uczelni i kierownikiem Katedry Perinatologii i Ginekologii.
Specjalizacje lekarskie I (1980) i II (1983) stopnia uzyskiwał w zakresie położnictwa i ginekologii, praktykując w Klinice Perinatologii i Ginekologii. Został członkiem Polskiego Towarzystwa Ginekologicznego, w 1989 objął funkcję przewodniczącego oddziału poznańskiego PTR. Zajmował także stanowisko przewodniczącego zarządu głównego Polskiego Towarzystwa Medycyny Perinatalnej. Uzyskiwał członkostwo w międzynarodowych stowarzyszeniach skupiających specjalistów z dziedziny perinatologii, a także w Komitecie Rozwoju Człowieka Polskiej Akademii Nauk.